# Erophaca baetica
Genre
Espèce
Erophaca baetica est une espèce de plantes à fleurs dicotylédones de la famille des Fabaceae, sous-famille des Faboideae, originaire de l'ouest du bassin méditerranéen. C'est l'unique espèce acceptée du genre Erophaca (genre monotypique). 

## Taxinomie

### Synonymes
Selon The Plant List (8 décembre 2018) :
- Astragalus dorycnioides Scop.
- Astragalus lusitanicus Lam.
- Colutea baetica (L.) Poir.
- Erophaca baetica subsp. baetica
- Phaca baetica L.

### Liste des sous-espèces
Selon Catalogue of Life (8 décembre 2018) :
- Erophaca baetica subsp. baetica
- Erophaca baetica subsp. orientalis (Chater & Meikle) Podlech